# Antoni Hawełka
Antoni Hawełka, né le 17 janvier 1840 à Kęty et décédé le 14 janvier 1894, était un marchand et restaurateur polonais.
Antoni Hawelka est le fondateur d'un restaurant célèbre appelé le Pod Palmą (Sous les palmes) situé sur la Place du Marché de Cracovie. Il a ouvert un magasin colonial en 1876 et s'est ensuite déplacé au Palais Krzysztofory pour étendre son activité et a ajouté un restaurant à son commerce déjà populaire. Hawełka a négocié dans la région et en dehors également. Pour ses services, on lui a donné une garantie impériale et il est devenu un fournisseur à la cour impériale à Vienne.

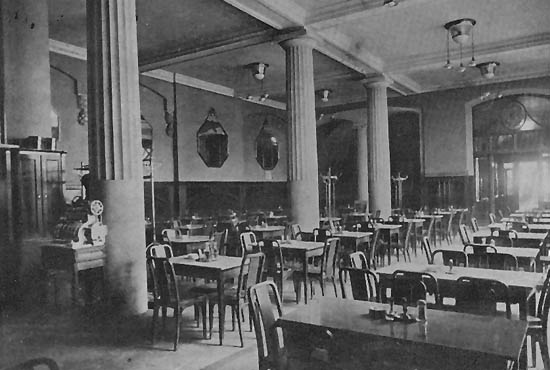
Vue ancienne de l'intérieur du Pod Palmą
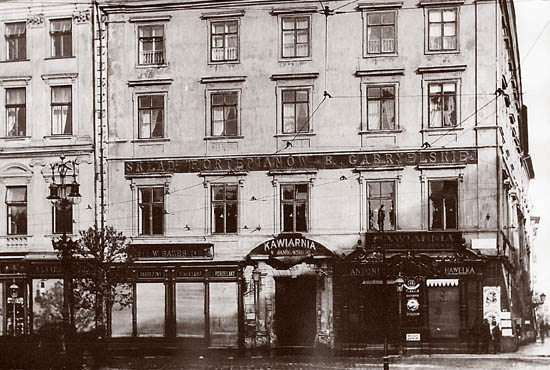
Le magasin Pod Palmą